# 伊格爾波因特鎮區 (伊利諾伊州奧格爾縣)
伊格爾波因特鎮區（英語：Eagle Point Township）是位於美國伊利諾伊州奧格爾縣的一個行政鎮區。

## 地方資料
根據2010年美國人口普查的數據，伊格爾波因特鎮區的面積為50.70平方千米，當中陸地面積為50.70平方千米，而水域面積為0.00平方千米。當地共有人口218人，而人口密度為每平方千米4.3人。